# Pulad kán
Pulad (meghalt: 1410) az Arany Horda kánja.
Pulad Temür Kutlug kán fia volt (más krónikások szerint Sadibég kán fia). A kánságban a tényleges hatalom ekkoriban Edögej emír kezében volt, aki kedve szerint ültette trónra a kánokat. Mikor 1407-ben Sadibég kán több hatalmat akart, Edögej elűzte (és valószínűleg meg is ölette) és a helyére Puladot helyezte az állam élére. 
Pulad megpróbálta megerősíteni a tatár fennhatóságot az orosz fejedelemségek fölött, amelyek akkoriban már szinte teljesen önállóvá váltak. A kán segítette Ivan Mihajlovics tveri fejedelmet ellenlábasával szemben és nagyfejedelmi jarlikot adott neki. 1408-ban a tatárok eredménytelen hadjáratot indítottak Litvániába. A következő évben a kán felszólította a moszkvai fejedelmet, hogy csatlakozzon hozzá a litvánok ellen, amit I. Vaszilij megtagadott. A látszólag Litvánia ellen vonuló tatárok irányt változtattak és ehelyett Moszkvát vették ostrom alá. Vaszilij herceg északra húzódott Kosztromába, hogy ott gyűjtsön felmentő seregeket. Edögej ostromgyűrűbe fogta Moszkvát, míg Pulad végigpusztította az egész fejedelemséget, felégette Perejaszlavl Zaleszkijt, Nyizsnyij Novgorodot, Rosztovot és Gorodecet, majd Kosztromában a moszkvai fejedelmet vette ostrom alá. 
Időközben Pulad híreket kapott a fővárosából, hogy újabb trónkövetelő, Temür veszélyezteti az uralmát, ezért háromezer rubeles hadisarc fejében felhagyott az ostrommal és hazavezette csapatait, ám útközben még kifosztotta Rjazanyt.
1410-ben Pulad meghalt, feltehetőleg Timur gyilkoltatta meg, aki követte őt a káni trónuson.  